# 山岸快
山岸 快（やまぎし かい、1981年12月11日 - ）は、日本の元俳優、声優。東京都青山生まれ、新潟県新潟市育ち。旧名：神崎 快（こうざき かい）。祖父は落語家の桂小金治。

## 経歴
新潟市立小針小学校、新潟市立小針中学校、新潟第一高校、日本工学院専門学校演劇科声優コース、スクールデュオ、テアトル・エコー養成所卒業。2012年4月6日までプロダクション・タンクに所属し、フリーで活動後、2012年に役者を引退。役者を引退後はTABプロダクションでマネージャーの仕事をした後、2020年9月より茶谷堂に入社。

## 出演作品

### 映画
- 武士の一分
- 象の背中

### テレビドラマ
- 任侠ヘルパー - ハートフルバードの介護ヘルパー 役
- 医龍-Team Medical Dragon-3

### テレビコマーシャル
- JA共済 「アンパンマン・訪問」篇
- タイヤセレクト
- ハウス食品「ウコンの力」 「名刺」篇

### 再現VTR
- 行列のできる法律相談所（日本テレビ）
- 奇跡体験!アンビリバボー（フジテレビ）
- 中居正広の金曜日のスマたちへ（TBS）
- THE M（日本テレビ）
- 通帳の王様（フジテレビ）
- ザ!世界仰天ニュース（日本テレビ）
- エチカの鏡（フジテレビ）
- 心ゆさぶれ!先輩ROCK YOU（日本テレビ）

### テレビアニメ
- ドラえもん - テレビ番組のゲスト 役

### 吹き替え
- コールドケース 迷宮事件簿
- ミッシング3

### ナレーション
テレビコマーシャル
- パナソニック 「カルル」 - 「アイロン二重奏」篇

### ラジオ番組
- 明・めぐみのドリーム・ドリーム・パーティ - チャレンジャー3期
- コリタマ!ランドマイン - パーソナリティー
- ねっとおおやまらじおあき

### 舞台
- オーマイゴッドファミリー - 泰典 役
- こぶとり - 翁 役
- 狸合戦 - 佐藤浩司 役
- 微笑み - カイ 役
- 国語参観日